# Associació pro Minusvàlids de Solsona i Comarca
L'Associació pro Minusvàlids de Solsona i Comarca (AMISOL) és una associació sense ànim de lucre solsonina, nascuda l'any 1976, amb l'objectiu d'atendre al col·lectiu de persones amb discapacitats de la comarca. Actualment, aten a 77 usuaris amb la feina de 50 monitors. Manté convenis de col·laboració amb diverses entitats de la comarca solsonina, així amb altres d'arreu de Catalunya, com per exemple, la Fundació AMPANS al Bages.

## Història
- 1976: fundació de l'entitat per iniciativa d'un grup de solsonins membre de Càritas i famílies afectades. Inicialment es va començar amb 6 usuaris i 2 monitors.
- Es crea un taller d'Iniciació Productiva.
- L'Ajuntament de Solsona cedeix un local a l'edifici dels Escolapis.
- 1984: inauguració de les instal·lacions actuals a la partida de Santa Llúcia.
- Amplicació dels serveis: taller, llar-residència, esplai, gestió del bar del Casal de Cultura i Joventut de Solsona.[5]

## Premis
- 2010: premi Signum, atorgat per la Fundació Francesc Ribalta, organisme cultural del Consell Comarcal del Solsonès.[6][7]
- 2013: premi Actius Socials dels premis atorgats per Regió 7 i TVM.[2][8]